# De Dion-Bouton Type CQ
La Type CQ era un'autovettura di fascia bassa prodotte nel 1911 dalla Casa automobilistica francese De Dion-Bouton.

## Storia e profilo
La Type CQ fu prodotta unicamente nel corso del 1911 ed era una torpedo equipaggiata da un bicilindrico da 1150 cm³ in grado di erogare 7 CV di potenza massima, un valore non molto alto, neppure all'epoca, dato che le concorrenti più dirette, come la Renault Type AX disponevano già di 11 CV di potenza su un motore di cilindrata addirittura leggermente più bassa.
Il cambio era a 3 marce.
Alla fine del 1911, la Type CQ fu tolta di produzione e la sua eredità fu ripresa nel 1913 dalla Type DW4, una vettura che riprenderà congiuntamente anche l'eredità delle De Dion-Bouton 6CV ed 8CV.